# Kygo
Kygo is de artiestennaam van de Noorse dj en remixer Kyrre Gørvell-Dahll (Singapore, 11 september 1991). Zijn muziekstijl is een mix van Tropical House, deephouse, Balearic beat, elektronica en downtempo.
Bekende remixes van hem zijn van de soundtrack I see fire uit de film The Hobbit: The Desolation of Smaug, Shine van Benjamin Francis Leftwich, Younger van Seinabo Sey, Sexual healing van Marvin Gaye en Midnight van Coldplay. Daarnaast scoorde hij wereldwijd grote hits met eigen nummers, zoals Firestone (2014), Stole the show (2015), Stay (2015), It ain't me (2017), Stargazing (2017) en Remind me to forget (2018).
Zijn artiestennaam is een combinatie van de eerste twee letters van zijn voornaam "Ky" en de eerste twee letters van zijn achternaam "Gø". De letter "ø" wordt door de computer echter veel vervangen door de letter "o".

## Biografie
Kyrre Gørvell-Dahll is het vierde kind van Kjersti Gjerde en Lars Gørvell-Dahll. Hij heeft nog een oudere broer, twee oudere zussen en een jongere half-broer. De vader van Kyrre reisde veel voor zijn werk, waardoor ze vaak verhuisden. Gørvell-Dahll heeft met zijn familie in Brazilië, Egypte, Kenia en Japan gewoond. Op zesjarige leeftijd begon hij met pianolessen. Later leerde hij door middel van tutorials om elektronische muziek te produceren.
Kygo begon met het maken van eigen housemixes in zijn tienerjaren. Daarbij werd hij geïnspireerd door Avicii. Zijn remixes plaatste hij op YouTube en SoundCloud. Daar vergaarde hij een grote hoeveelheid volgers. Ook maakte hij de eigen tracks Laber bris en Epsilon. Vooral zijn remix van I see fire werd miljoenen malen beluisterd. Dit leidde tot aanbiedingen voor remixen van Avicii en Coldplay.
Kyrre begon aan een opleiding "business and finance" aan de Heriot-Watt University in Edinburgh, Schotland. Later besliste hij echter zich fulltime te focussen op muziek.
In Noorwegen stond hij in 2014 weken op de eerste plek met zijn remix van Younger van Seinabo Sey. Zijn internationale doorbraak werd de remix van Cut your teeth van de Britse zangeres Kyla La Grange. Deze bereikte ook in Nederland de hitlijsten.
Op 21 augustus 2016 stond hij op de sluitingsceremonie van de Olympische Spelen 2016 in Rio de Janeiro. Hij schreef hier geschiedenis mee, hij was namelijk de eerste elektronische muziekproducent die ooit op een sluitingsceremonie stond van de Olympische Spelen.

### Cloud Nine
Op 13 mei 2016 werd Kygo's eerste album Cloud Nine uitgebracht. Kygo wilde met zijn album bewijzen dat hij meer kon dan Tropical House, waar hij bekend om stond. Het album telt 15 nummers, waaraan verschillende andere artiesten hebben meegewerkt, zoals John Legend, Parson James en Matt Corby.
Het eerste nummer van het album, Firestone, werd uitgebracht op 1 december 2014. Het nummer was een gigantisch succes, met nummer 1-posities over de hele wereld en verbroken streamingrecords op Spotify. Kygo presenteerde zijn eerste album in Ålesund (Noorwegen) voor een klein publiek. Hij bracht hier de akoestische versies van zijn nummers met de artiesten waarmee hij ze opnam. Het album is een mix van zijn bekende stijl, Tropical House en andere stijlen. Hij zei dat het hem niet uitmaakt wat voor stijl zijn muziek is, hij wil gewoon muziek maken en het delen met de wereld. Ter promotie van het album kwam er ook een tournee, de eerste wereldtour van Kygo. De tour vond plaats in 22 steden verspreid over de hele wereld. Een hoogtepunt was het optreden in de Barclays in New York.
Het album bereikte de eerste positie in de US Top Dance/Electronic Albums van Billboard.

### Stargazing EP
De eerste ep van Kygo kwam uit op 22 september 2017. De ep bevat vijf nummers, waaronder samenwerkingen met Selena Gomez, Ellie Goulding en U2. Het tweede nummer van de ep, It ain't me, werd eerst uitgebracht op 17 februari 2017. Later kwamen de andere nummers. Alle nummers van de ep zijn ook terug te vinden op de deluxe versie van het album Kids in love. Kygo verklaarde in een interview dat hij besloten had om een ep te maken aangezien de nummers bij elkaar pasten en deze gescheiden te houden van de nummers op het album.
De ep bereikte de derde positie in de US Top Dance/Electronic Albums van Billboard.

### Kids in love
Het tweede album van Kygo werd uitgebracht op 3 november 2017. Het album bevatte aanvankelijk acht nummers, maar op 16 maart 2018 werd een negende nummer aan het album toegevoegd: Remind me to forget, een samenwerking met de Amerikaanse zanger Miguel. Andere samenwerkingen op het album zijn onder andere met John Newman, OneRepublic en Wrabel.
Kygo verklaarde in een interview met Billboard dat hij het album maakte in een beperkte tijd in de winter. Hij sloot zich enkele weken af in zijn studio in Noorwegen.
Zijn doel was om een album te creëren waarbij de nummers een geheel vormden maar de nummers ook op zichzelf konden bestaan. In datzelfde interview verklaarde hij ook dat het album geïnspireerd is op de muziek van Michael Jackson, Foo Fighters, Bon Iver, The Red Hot Chili Peppers en Avicii.
Het eerste nummer Kids in love werd uitgebracht op 20 oktober 2017. Een week later bracht hij elke dag een nieuw nummer uit op zijn Youtubekanaal. De reden hiervan was dat hij van mening is dat, als een album in een keer uitgegeven wordt, er bepaalde nummers worden vergeten.
Op 30 november 2017 kondigde hij zijn 'Kids in Love'-tour aan waarbij fase 1 plaatsvond van 5 februari 2018 tot 12 mei 2018. Op deze tour zouden Special Guests worden uitgenodigd, waaronder Alan Walker, Blackbear, Seeb en Gryffin.
De filosofie achter het album verwoordde hij als volgt: "Ik hoop dat mijn fans zich gelukkig voelen door het album, maar er is ook een nostalgische sfeer aan het album verbonden. Het eerste nummer, Kids in Love gaat over iemand die verliefd is, maar dan groeien ze op, en groeien ze uit elkaar. Deze sfeer zit over het hele album, een beetje nostalgisch, terugkijkend op de goede tijden voor iemand in een relatie. Misschien gaat het niet goed op een bepaald moment en voor mij, brengt het goede herinneringen terug. Het gaat over geluk, misschien betere tijden, maar ook gewoon op het terugdenken aan de goede momenten die je ooit hebt gedeeld met je geliefde."
Het album bereikte de eerste positie in de US Top Dance/Electronic Albums van Billboard.

### Golden Hour
Op 29 mei 2020 bracht Kygo zijn derde studioalbum, Golden Hour, uit. Op het album staan bekende namen, onder andere OneRepublic, Whitney Houston en Zara Larsson.

### Thrill of the Chase
Het vierde album van Kygo, Thrill of the Chase, werd uitgebracht op 11 november 2022. Op het album staan een paar nummers die al eerder werden uitgebracht, maar ook een paar nieuwe. Bij het maken van het album werkte Kygo samen met bekende artiesten, onder andere Calum Scott, Dean Lewis, DNCE, Lukas Graham, Sam Feldt en X Ambassadors.

### AlbumKygo
Het vijfde album, Kygo geheten, werd uitgebracht op 21 juni 2024. Op het album staan enkele nummers die al eerder werden uitgebracht, maar ook nieuwe. Bij het maken van het album werkte Kygo samen met bekende artiesten als Nile Rodgers, Ava Max, Sigrid en de Jonas Brothers.
Met de bijbehorende wereldtournee stond Kygo in november 2024 in de Ziggo Dome in Amsterdam. In december staat hij in de ING Arena in Brussel.

## Persoonlijk
Kygo is groot fan van Michael Jackson, The Beatles, The Red Hot Chili Peppers en Avicii. Deze laatste is ook zijn grote inspiratie geweest om zelf elektronische muziek te gaan produceren. Kygo speelt vanaf jonge leeftijd piano.
Kygo is een voetbalfan, meer bepaald van Manchester United.

## Kygo Life
Op 17 augustus 2016 lanceerde Kygo zijn eigen kledingmerk, "Kygo Life". Het merk maakt kleding voor mannen en vrouwen, alsook bluetoothspeakers en hoofdtelefoons. Het hoofdkwartier is gevestigd in Oslo, Noorwegen.
Het merk heeft ook al talrijke prijzen gewonnen, zoals goud op de ED Awards European Design 2017.

## Discografie

### Studioalbums
- Cloud nine (2016)
- Kids in love (2017)
- Golden Hour (2020)
- Thrill of the Chase (2022)
- KYGO (2024)

### Ep's
- Stargazing (2017)

### Singles
- Kygo - Laber bris (2013)
- Kygo - Epsilon (2013)
- Kygo ft. Conrad Sewell - Firestone (2014)
- Kygo - ID (2015, Ultra Music Festival Anthem)
- Kygo ft. Parson James - Stole the show (2015)
- Kygo ft. Will Heard - Nothing left (2015)
- Kygo ft. Ella Henderson - Here for you (2015)
- Kygo & Dillon Francis ft. James Hersey - Coming over (2015)
- Kygo ft. Maty Noyes - Stay (2015)
- Kygo & Labrinth - Fragile (2016)
- Kygo & Kodaline - Raging (2016)
- Kygo & James Vincent McMorrow - I'm in love (2016)
- Kygo ft. Julia Michaels - Carry me (2016)
- Kygo & Selena Gomez - It ain't me (2017)
- Kygo & Andrew Jackson - Cruise (2017)
- Kygo & Ellie Goulding - First time (2017)
- Kygo & Justin Jesso - Stargazing (2017)
- Kygo & Sasha Sloan - This town (2017)
- Kygo & The Night Game - Kids in love (2017)
- Kygo ft. John Newman - Never let you go (2017)
- Kygo & Oliver Nelson ft. Bonnie McKee - Riding shotgun (2017)
- Kygo fit. Wrabel - With you (2017)
- Kygo ft. Billy Rafoul - I see you (2017)
- Kygo & Jason Walker - Sunrise (2017)
- Kygo ft. JHart - Permanent (2017)
- Kygo & OneRepublic - Stranger things (2017)
- Kygo & Miguel - Remind me to forget (2018)
- Kygo & Sandro Cavazza - Happy now (2018)
- Kygo & Valerie Broussard - Think about you (2019)
- Kygo & Rita Ora - Carry on (2019)
- Kygo & Chelsea Cutler - Not OK (2019)
- Kygo ft. Whitney Houston - Higher Love (2019)
- Kygo & The Chainsmokers - Family (2019)
- Kygo & Avicii ft. Sandro Cavazza - Forever yours (2020)
- Kygo ft. Zara Larsson & Tyga - Like it is (2020)
- Kygo ft. Sacha Slaon - I'll Wait (2020)
- Kygo ft. Zak Abel - Freedom (2020)
- Kygo ft. OneRepublic - Lose Somebody (2020)
- Kygo ft. James Gillespie - Gone Are The Days (2021)
- Kygo ft. X Ambassadors - Undeniable (2021)
- Kygo ft. DNCE - Dancing Feet (2022)
- Kygo - Freeze (2022)
- Kygo ft. Dean Lewis - Never Really Loved Me (2022)
- Kygo ft. Dean Lewis - Lost Without You (2022)

### Remixen en edits
2013
- Rihanna ft. Mikky Ekko - Stay (Kygo Edit)
- James Blake - The Wilhelm scream (Kygo Remix)
- James Blake - Limit to your love (Kygo Remix)
- Passenger - Let her go (Kygo Remix)
- Matt Corby - Brother (Kygo Remix)
- Matt Corby - Resolution (Kygo Edit)
- Passenger - Caravan (Kygo Remix)
- Dolly Parton - Jolene (Kygo Edit)
- The xx - Angels (Kygo Edit)
- Ed Sheeran & Passenger - No diggity vs. Thrift shop (Kygo Remix)
- Jakubi - Can't afford it all (Kygo Remix)
- Henry Green - Electric feel (Kygo Remix)
- Didrik Thulin - Dancer (Kygo Remix)
- Eva Simons - I don't like you (Kygo Remix)
- Ellie Goulding - High for this (Kygo Remix)
- Marvin Gaye - Sexual healing (Kygo Remix)
- Ed Sheeran - I see fire (Kygo Remix)

2014
- Seinabo Sey - Younger (Kygo Remix)
- Kyla La Grange - Cut your teeth (Kygo Remix)
- Syn Cole ft. Madame Buttons - Miami 82 (Kygo Remix)
- M83 - Wait (Kygo Remix)
- Benjamin Francis Leftwich - Shine (Kygo Remix)
- Coldplay - Midnight (Kygo Remix)
- The Weeknd - Often (Kygo Remix)
- Of Monsters And Men - Dirty paws (Kygo Remix)

2015
- a-ha - Take on me (Kygo Remix)

2016
- The Weeknd feat. Daft Punk - Starboy (Kygo Remix)

2017
- Alan Walker ft. Gavin James - Tired (Kygo Remix)

## Hitlijsten

### Albums
| Album met eventuele hitnotering(en) in de Nederlandse Album Top 100 | Datum van verschijnen | Datum van binnenkomst | Hoogste positie | Aantal weken | Opmerkingen |
| ------------------------------------------------------------------- | --------------------- | --------------------- | --------------- | ------------ | ----------- |
| Cloud Nine                                                          | 13-05-2016            | 21-05-2016            | 4               | 69           |             |
| Kids in Love                                                        | 03-11-2017            | 11-11-2017            | 22              | 30           |             |

| Album met hitnotering(en) in de Vlaamse Ultratop 200 albums | Datum van verschijnen | Datum van binnenkomst | Hoogste positie | Aantal weken | Opmerkingen |
| ----------------------------------------------------------- | --------------------- | --------------------- | --------------- | ------------ | ----------- |
| Cloud Nine                                                  | 13-05-2016            | 21-05-2016            | 9               | 36           |             |
| Kids in Love                                                | 03-11-2017            | 11-11-2017            | 68              | 31           |             |
| Golden Hour                                                 | 01-06-2020            | 06-06-2020            | 29              | 16           |             |

### Singles
| Single met eventuele hitnotering(en) in de Nederlandse Top 40 | Datum van verschijnen | Datum van binnenkomst | Hoogste positie | Aantal weken | Opmerkingen                                                  |
| ------------------------------------------------------------- | --------------------- | --------------------- | --------------- | ------------ | ------------------------------------------------------------ |
| Cut Your Teeth (Kygo remix)                                   | 11-07-2014            | 13-09-2014            | 19              | 11           | met Kyla La Grange / Nr. 21 in de Single Top 100             |
| Firestone                                                     | 01-12-2014            | 20-12-2014            | 3               | 29           | met Conrad / Nr. 4 in de Single Top 100                      |
| Younger (Kygo remix)                                          | 11-05-2013            | 07-03-2015            | 24              | 8            | met Seinabo Sey / Nr. 25 in de Single Top 100                |
| ID                                                            | 2015                  | -                     |                 |              | Nr. 83 in de Single Top 100                                  |
| Stole the Show                                                | 23-03-2015            | 04-04-2015            | 3               | 28           | met Parson James / Nr. 3 in de Single Top 100                |
| Sexual Healing (Kygo remix)                                   | 27-04-2015            | -                     |                 |              | met Marvin Gaye / Nr. 75 in de Single Top 100                |
| Nothing Left                                                  | 31-07-2015            | 08-08-2015            | tip14           | -            | met Will Heard / Nr. 81 in de Single Top 100                 |
| Here for You                                                  | 04-09-2015            | 19-09-2015            | 11              | 17           | met Ella Henderson / Nr. 12 in de Single Top 100             |
| Stay                                                          | 04-12-2015            | 19-12-2015            | 9               | 21           | met Maty Noyes / Nr. 10 in de Single Top 100                 |
| Fragile                                                       | 2016                  | 26-03-2016            | tip9            | -            | met Labrinth / Nr. 78 in de Single Top 100                   |
| Raging                                                        | 2016                  | 16-04-2016            | 21              | 10           | met Kodaline / Nr. 26 in de Single Top 100                   |
| Carry Me                                                      | 2016                  | 17-09-2016            | 28              | 4            | met Julia Michaels / Nr. 81 in de Single Top 100             |
| It Ain't Me                                                   | 2017                  | 25-02-2017            | 2               | 29           | met Selena Gomez / Nr. 3 in de Single Top 100                |
| First Time                                                    | 2017                  | 13-05-2017            | 14              | 10           | met Ellie Goulding / Nr. 22 in de Single Top 100             |
| Stargazing                                                    | 2017                  | 07-10-2017            | 2               | 25           | met Justin Jesso / Nr. 12 in de Single Top 100 / Alarmschijf |
| Kids in Love                                                  | 2017                  | 11-11-2017            | 29              | 5            | met The Night Game                                           |
| Never Let You Go                                              | 2017                  | 30-12-2017            | tip1            | -            | met John Newman                                              |
| Remind Me to Forget                                           | 2018                  | 21-04-2018            | 6               | 18           | met Miguel / Nr. 18 in de Single Top 100                     |
| Born to Be Yours                                              | 2018                  | 07-07-2018            | 16              | 11           | met Imagine Dragons / Nr. 36 in de Single Top 100            |
| Happy Now                                                     | 2018                  | 10-11-2018            | 19              | 17           | met Sandro Cavazza / Nr. 24 in de Single Top 100             |
| Think About You                                               | 2019                  | 02-03-2019            | 26              | 10           | met Valerie Broussard / Alarmschijf                          |
| Carry On                                                      | 2019                  | 25-05-2019            | 17              | 8            | met Rita Ora / Nr. 35 in de Single Top 100                   |
| Higher Love                                                   | 2019                  | 06-07-2019            | 7               | 18           | met Whitney Houston / Alarmschijf                            |
| Family                                                        | 2019                  | 21-12-2019            | 25              | 10           | met The Chainsmokers                                         |
| Forever Yours (Tribute)                                       | 2020                  | 08-02-2020            | 25              | 15           | met Avicii & Sandro Cavazza                                  |
| Like It Is                                                    | 2020                  | 28-03-2020            | tip3            | -            | met Zara Larsson & Tyga                                      |
| Lose Somebody                                                 | 2020                  | 30-05-2020            | 20              | 8            | met OneRepublic                                              |
| What's Love Got to Do with It                                 | 2020                  | 01-08-2020            | 19              | 10           | met Tina Turner                                              |
| Hot Stuff                                                     | 2020                  | 19-09-2020            | tip7            |              | met Donna Summer                                             |
| Gone Are the Days                                             | 2021                  | 17-04-2021            | tip22           | -            | met James Gillespie                                          |
| Love Me Now                                                   | 2021                  | 14-08-2021            | tip11           | -            | met Zoe Wees                                                 |
| Undeniable                                                    | 2021                  | 29-10-2021            | 39              | 4            | met X Ambassadors                                            |
| Dancing Feet                                                  | 2022                  | 12-03-2022            | 25              | 17           | met DNCE                                                     |
| Lost Without You                                              | 2022                  | 09-07-2022            | 38              | 5            | met Dean Lewis                                               |
| Woke Up in Love                                               | 2022                  | 17-09-2022            | tip15           | 7            | met Gryffin & Calum Scott                                    |
| Say Say Say - Official Remake                                 | 2023                  | 01-04-2023            | tip24           | 4            | met Paul McCartney & Michael Jackson                         |
| Whatever                                                      | 2024                  | 26-01-2024            | 13              | 15           | met Ava Max                                                  |
| For Life                                                      | 2024                  | 19-04-2024            | 28              | 11           | met Zak Abel & Nile Rodgers                                  |
| Stars Will Align                                              | 2024                  | 27-10-2024            | 31              | 9*           | met Imagine Dragons                                          |
| Chasing Paradise                                              | 2025                  | 24-01-2025            | 25              | 14*          | met OneRepublic                                              |

| Single met hitnotering(en) in de Vlaamse Ultratop 50 | Datum van verschijnen | Datum van binnenkomst | Hoogste positie | Aantal weken | Opmerkingen                       |
| ---------------------------------------------------- | --------------------- | --------------------- | --------------- | ------------ | --------------------------------- |
| Firestone                                            | 01-12-2014            | 14-02-2015            | 4(2wk)          | 21           | met Conrad / Platina              |
| Stole the Show                                       | 23-03-2015            | 25-04-2015            | 7(2wk)          | 23           | met Parson James / Platina        |
| Nothing Left                                         | 31-07-2015            | 15-08-2015            | tip7            | -            | met Will Heard                    |
| Here for You                                         | 04-09-2015            | 19-09-2015            | 50              | 1            | met Ella Henderson                |
| Stay                                                 | 04-12-2015            | 02-01-2016            | 24(2wk)         | 17           | met Maty Noyes / Goud             |
| Raging                                               | 01-04-2016            | 09-04-2016            | tip2            | -            | met Kodaline                      |
| Carry Me                                             | 22-08-2016            | 03-09-2016            | tip40           | -            | met Julia Michaels                |
| It Ain't Me                                          | 17-02-2017            | 25-02-2017            | 4               | 24           | met Selena Gomez / 2× Platina     |
| First Time                                           | 28-04-2017            | 06-05-2017            | tip1            | -            | met Ellie Goulding                |
| Stargazing                                           | 22-09-2017            | 21-10-2017            | 32              | 14           | met Justin Jesso / Goud           |
| Kids in Love                                         | 20-10-2017            | 28-10-2017            | tip10           | -            | met The Night Game & Maja Francis |
| Stranger Things                                      | 30-10-2017            | 03-02-2018            | tip             | -            | met OneRepublic                   |
| Remind Me to Forget                                  | 16-03-2018            | 21-04-2018            | 8               | 19           | met Miguel / Goud                 |
| Born to Be Yours                                     | 15-06-2018            | 18-08-2018            | 41              | 9            | met Imagine Dragons               |
| Happy Now                                            | 26-10-2018            | 08-12-2018            | 26              | 22           | met Sandro Cavazza / Goud         |
| Think About You                                      | 15-02-2019            | 23-02-2019            | tip3            | -            | met Valerie Broussard             |
| Carry On                                             | 19-04-2019            | 01-06-2019            | 40              | 3            | met Rita Ora                      |
| Not Ok                                               | 24-05-2019            | 01-06-2019            | tip             | -            | met Chelsea Cutler                |
| Higher Love                                          | 28-06-2019            | 27-07-2019            | 4(4wk)          | 27           | met Whitney Houston / Platina     |
| Family                                               | 06-12-2019            | 14-12-2019            | tip2            | -            | met The Chainsmokers              |
| Like It Is                                           | 2020                  | 28-03-2020            | 39              | 6            | met Zara Larsson & Tyga           |
| Lose Somebody                                        | 2020                  | 30-05-2020            | 33              | 13           | met OneRepublic                   |
| What's Love Got to Do with It                        | 2020                  | 25-07-2020            | 13              | 5            | met Tina Turner                   |
| Hot Stuff                                            | 2020                  | 26-09-2020            | tip1            | -            | met Donna Summer                  |
| Gone Are the Days                                    | 2021                  | 01-05-2021            | tip35           | -            | met James Gillespie               |
| Dancing Feet                                         | 2022                  | 19-03-2022            | 35              | 9            | met DNCE                          |
| Lost Without You                                     | 2022                  | 17-07-2022            | 40              | 10           | met Dean Lewis                    |
| Woke Up in Love                                      | 2022                  | 12-11-2022            | 38              | 8            | met Gryffin & Calum Scott         |
| Whatever                                             | 2024                  | 04-02-2024            | 20              | 20           | met Ava Max                       |
| For Life                                             | 2024                  | 26-04-2024            | 22              | 20           | met Zak Abel & Nile Rodgers       |
| Stars Will Align                                     | 2024                  | 27-10-2024            | 26              | 16           | met Imagine Dragons               |
| Chasing Paradise                                     | 2025                  | 15-12-2025            | 23              | 17*          | met OneRepublic                   |

- Bibliothèque nationale de France: cb16992723g (data)
- Gemeinsame Normdatei: 1101469323
- International Standard Name Identifier: 0000 0004 6316 1864
- Library of Congress Control Number: no2016091484
- MusicBrainz: ba0e7638-0cd6-4ff4-8987-c3e224d22c23
- Nationale Bibliotheek van Tsjechië: osa20191029962
- Virtual International Authority File: 119144647640331813726
- WorldCat: E39PBJth9Cmqjqt6FqRwvfVwG3